# L'inchiesta (miniserie televisiva)
L'inchiesta - Anno Domini XXXIII è una miniserie televisiva di produzione italiana andata in onda il 2 e 3 aprile 2007 su Rai 1. La miniserie è stata presentata al pubblico internazionale in una versione cinematografica ridotta, distribuita nelle sale dalla 20th Century Fox.
Diretta da Giulio Base, è il remake dell'omonimo film del 1986, diretto da Damiano Damiani.

## Trama
Anno 35 d.C. L'imperatore Tiberio è turbato da alcuni fenomeni celesti molto strani, che gli astrologi di corte interpretano come segnali della nascita di un "nuovo regno" ad Oriente.
L'imperatore richiama dall'esilio in terra germanica l'investigatore Tito Valerio Tauro, discendente di famiglia nobile e caduto in disgrazia per aver scoperto cose scomode sulla morte del predecessore di Tiberio, l'imperatore Augusto. Tauro, in cambio della riabilitazione, viene incaricato di scoprire la verità sulla morte di tale Gesù di Nazareth, un predicatore crocifisso in Giudea, il cui cadavere risulta misteriosamente scomparso e i cui seguaci affermano sia risorto.
Tauro parte dunque alla volta di Gerusalemme, accompagnato dal fedele schiavo germanico Brixos, di cui diverrà anche un grande amico. Una volta arrivato, il mistero mette a dura prova lo scetticismo dell'investigatore romano. Il governatore Ponzio Pilato è un uomo misterioso ed ambiguo che mantiene un equilibrio precario fra le fazioni in lotta dei Farisei e degli Zeloti. Anche il suo contatto, Vulpes, è una figura sfuggente ed indecifrabile.
Il vero, incomprensibile mistero per l'investigatore romano è però l'idea di fede che dimostrano uomini come Saul di Tarso, inflessibile persecutore dei seguaci di Cristo, o Simone detto Pietro, pescatore e presunto capo dei seguaci di Gesù.
Tauro considera Gesù null'altro che un ciarlatano che sfrutta la sua presunta resurrezione per raggirare la povera gente, diffondendo idee perfino pericolose per il suo modo di vedere: trattare gli schiavi come uomini liberi o le donne come se fossero uguali agli uomini. Ma sarà proprio una donna, Tabità, ad offrire la chiave del mistero a Tauro e ad insegnargli l'amore.

## Curiosità
L'attore Hristo Šopov ha interpretato il ruolo di Ponzio Pilato anche nel film La passione di Cristo di Mel Gibson.